# NGC 2484
NGC 2484 je galaksija u zviježđu Risu.

## Vanjske poveznice
- SEDS: NGC 2484